# غيمبو ستيزين إف سي
نادي غيمبو ستيزين لكرة القدم (بالكورية: 김포시민축구단، بالإنجليزية: Gimpo Citizen Football Club) هو نادي كرة قدم كوري جنوبي تأسس في 29 يناير 2013 ومقره في مدينة جيمبو في مقاطعة غيونغي. ويشارك حاليًا في دوري الدرجة الثالثة في كوريا الجنوبية (K3 League). الملعب الرئيسي للنادي هو مجمع جيمبو الرياضي.